# Arkanđel
Koordinati:   43°28′28″N, 16°01′38″E
Arkanđel je majhen nenaseljen otoček v Jadranskem morju. Pripada Hrvaški.
Arkanđel leži okoli 3,5 km severozahodno od rta Rat na otoku Drvenik Mali. Njegova površina meri 0,474 km². Dolžina obalnega pasu je 3,35 km. Najvišji vrh je visok 79 mnm.